# Concurs de castells de Barcelona 1936
El Concurs de castells de Barcelona 1936 és el concurs de castells que se celebrà al Poble Espanyol de Barcelona el 14 de juny de 1936 en el marc de la segona festa major penedesenca, organitzada per la Casa del Penedès.
Hi participaren les dues colles penedesenques del moment: els Mirons del Vendrell i els Nens del Vendrell.
Els guanyadors del concurs van ser els Nens del Vendrell, a les ordres d'en Joan Julivert, gràcies, entre altres castells, a un matiner 2 de 7 que augurava una bona temporada per la colla. Però la guerra civil espanyola la va interrompre precipitadament.
En definitiva, els registres de cada colla van ser els següents:
- Nens del Vendrell: 2d7, 3d7s, 5d7, 3d7, Pd5.
- Mirons del Vendrell: 4d7a, 5d7 (i), Pd5.

El jurat el compongueren importants personatges de l'època, entre els quals destacaven Enric Morera, Eduard Toldrà i Joan Amades.